# Citharacanthus niger
Citharacanthus niger is een spinnensoort in de taxonomische indeling van de vogelspinnen (Theraphosidae).
Het dier behoort tot het geslacht Citharacanthus. De wetenschappelijke naam van de soort werd voor het eerst geldig gepubliceerd in 1931 door Pelegrin Franganillo-Balboa.